# Бруно VI фон Кверфурт
Бруно VI (V/VIII/XI) фон Кверфурт (на немски: Bruno VI (V, VIII, XI) von Querfurt; * ок. 1416; † 26 февруари 1496) от фамилията на графовете Кверфурти на род Мансфелд, е господар на Кверфурт (1439), Артерн (до 1448), Витценбург (до 1464) и Алщет (до 1471).

## Произход
Той е син на Протце I (III) фон Кверфурт († 1426, убит в битката при Аусиг) и втората му съпруга Агнес фон Байхлинген, дъщеря на граф Фридрих XIV фон Байхлинген († 1426, убит в битката при Аусиг) и Матилда фон Мансфелд († 1447). Племенник е на Албрехт, архиепископ на Магдебург (1383 – 1403), и на Буркхард, епископ на Мерзебург (1382 – 1384). По-малък полубрат е на Гебхард XVIII фон Кверфурт († 1440).
Бруно VI умира от чума на 26 февруари 1496 г.

## Фамилия
Първи брак: пр. 22 февруари 1451 г. с Анна фон Глайхен-Тона († 22 март 1481), дъщеря на граф Адолф I фон Глайхен-Тона († 1456) и Агнес фон Хонщайн († 1458). Те имат децата:
- Катерина фон Кверфурт († 22 февруари 1521, Келбра), омъжена I. 1470 г. за граф Гюнтер XXXVIII фон Шварцбург-Бланкенбург († 1484), II. 1497 г. за граф Филип II фон Валдек († 1524)
- Бруно VII (IX, XII) фон Кверфурт (* 3 септември 1455; † 3 септември 1495), женен ок. 5 януари 1472/ пр. 11 септември 1483 г. за Бригита фон Щолберг († 1518), дъщеря на граф Хайнрих IX фон Щолберг

Втори брак: сл. 22 март 1481 г. с Елизабет фон Мансфелд-Кверфурт (* ок. 1444; † 18 септември 1482), вдовица на княз Албрехт V фон Анхалт-Кьотен († 1475), дъщеря на граф Гюнтер II фон Мансфелд-Кверфурт († 1475) и Анна фон Хонщайн-Клетенберг († 1450). Бракът е бездетен.